# TaGW2
 (décembre 2012).
Si vous disposez d'ouvrages ou d'articles de référence ou si vous connaissez des sites web de qualité traitant du thème abordé ici, merci de compléter l'article en donnant les références utiles à sa vérifiabilité et en les liant à la section « Notes et références ».
Le gène TaGW2 est un gène homologue au gène GW2 qui existe chez le maïs. 
Chez le maïs, les chercheurs ont découvert que le gène GW2 permettait de diminuer la taille des grains. Comme les deux gènes sont homologues, l’équipe de recherche ont voulu savoir si le gène TaGW2 avait la même fonction. Les études pour déterminer le rôle de cette protéine ont été faites chez le blé, qui est un organisme héxaploide (2n = 6x = 42 chromosomes). 

## Localisation de la protéine
La protéine TaGW2 est localisée dans le cytosol, le nucléoplasme et le nucléole. 

## Rôle de la protéine TaGW2
Les chercheurs ont trouvé que la protéine TaGW2 était une protéine ligase de type E3, impliquée dans le mécanisme de l’ubiquitination. Ce mécanisme est un mécanisme clé de régulation de la signalisation. Il s’agit d’un système de dégradation des protéines par le protéasome grâce aux protéines Ub, E1, 2 et 3. 

## Effets de la protéine sur le grain de blé
TaGW2 n’a pas d’action sur : 
- le nombre de grains par épi,
- le nombre d’épillets par épi,
- le nombre d’épis par plante.

| Effet du gène TaGW2             | Conséquences |
| ------------------------------- | ------------ |
| Sur la masse                    | Augmentation |
| Sur le volume                   | Augmentation |
| Sur la largeur                  | Augmentation |
| Sur l’épaisseur de grains       | Augmentation |
| Sur le nombre de grains par épi | Pas d’effet  |

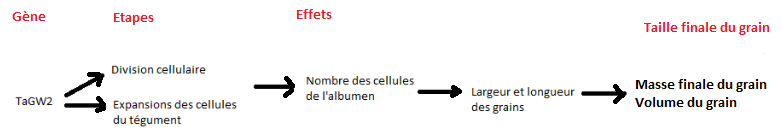

Contrairement à GW2 on observe une diminution du nombre de grains par épi de 29,9 % et une augmentation du nombre de panicules de 27 % environ.
Le gèneTaGW2 constituerait un outil pour l’amélioration du rendement des grains.